# Serra Grossa (Alacant)
La serra Grossa, també coneguda com a serra de Sant Julià o amb el terme mariner de Malhivern, és una petita alineació muntanyosa del litoral de la ciutat d'Alacant. Amb una alçada, en el punt més alt, de 174 metres sobre el nivell de la mar, constitueix amb el Benacantil i el Tossal una de les fites geogràfiques de la ciutat que ha condicionat el desenvolupament urbanístic d'Alacant. La Serra està composta per dos turons, sent el més occidental i petit conegut com el Molinet, on va existir una ermita dedicada a santa Anna derruïda en 1823 i les restes de les quals encara poden apreciar-se.
S'han trobar restes prehistòriques de l'edat del bronze que remunten l'explotació minera que aquesta serra ha patit a milers d'anys d'antiguitat. Al segle xix s'instal·là La Britànica Metalúrgica per a l'explotació d'àrids, i altres importants actuacions a la serra han estat la construcció de la línia ferroviaria del trenet i la carretera de la pedrera.
Hui en dia la serra Grossa és un parc forestal pegat a la ciutat.